# Magec
Magec war die Sonnengottheit der Ureinwohner der Kanarischen Inseln, der Guanchen.
Er (bzw. sie) wurde vor allem während der Sommersonnenwende und der Wintersonnenwende angebetet. Die Legende besagt, dass Magec in den Teide vom Teufel Guayota gesperrt wurde, Achamán entließ ihn.
Magecs Geschlecht ist unbekannt.

## Referenzen
1. ↑  Los primitivos habitantes de Canarias: la religión